# 녹정기
《녹정기》(중국어 간체자: 鹿鼎记, 정체자: 鹿鼎記, 병음: Lù Dǐng Jì 루딘지[*], 광둥어: Luk6 Ding2 Gei3 룩딩게이, 영어: The Deer and the Cauldron 더 디어 앤드 더 콜드론[*])는 중국의 소설가인 김용의 무협 소설이다. 주인공은 위소보(韋小寶)이다. 현시점에서 그의 마지막 무협 소설이있다. 《명보(明報)》에서 1969년부터 1972년까지 연재되었다.

## 등장 인물
- 위소보

### 소보의 부인
- 목검병(沐劍屏)
- 방이(方怡)
- 쌍아(雙兒)
- 소전(蘇荃)
- 화석각순장공주(和碩建寧公主)
- 증유(曾柔)
- 아가(阿珂)

### 궁전
- 해대부(海大富)
- 다융(多隆)
- 장강년(張康年)
- 조제현(趙齊賢)
- 예초(蕊初)

### 천지회(天地會)
- 진근남(陳近南)
- 오육기(吳六奇)

#### 천지회 청목당(青木堂)
- 이역세(李力世)
- 관안기(關安基)
- 기표청(祁彪清)
- 현정도인(玄貞道人)
- 서천천(徐天川)
- 풍제중(風際中)

### 목왕부(沐王府)
- 목검성(沐劍聲)
- 유대홍(柳大洪)
- 오임신(吳立身)
- 유일주(劉一舟)

### 신용교(神龍教)
- 홍안통(洪安通)
- 모동주(毛東珠)
- 수두타(瘦頭陀)
- 반두타(胖頭陀)
- 육고헌(陸高軒)

### 대만연평왕부(台灣延平王府)
- 정극상(鄭克塽)
- 풍석범(馮錫範)

### 문사
- 여유량(呂留良)
- 황종희(黃宗羲)
- 고염무(顧炎武)
- 사계좌(查繼佐)

### 명사안(明史案)
- 장윤성(莊允誠)
- 장정용(莊廷鑨)
- 오지영(吳之榮)

### 병혈검
- 풍난적(馮難敵)
- 귀신수(歸辛樹)
- 귀이낭(歸二娘)
- 귀종(歸鍾)
- 하척수(何惕守)

### 기타
- 모십팔(茅十八)
- 위춘화(韋春花)
- 양일지(楊溢之)
- 이서화(李西華)
- 도홍영(陶紅英)
- 장삼소내(莊三少奶)
- 회총(晦聰)
- 징관(澄觀)
- 아기(阿琪)
- 호일지(胡逸之)
- 구난(九難)/ 장평공주(長平公主)
- 갈단(葛爾丹)
- 산계갸초(桑結嘉錯)
- 오삼계(吳三桂)
- 오응웅(吳應熊)
- 진원원(陳圓圓)
- 이자성(李自成)
- 시랑(施琅)
- 소피아 아렉세옙나 로마노브(Алексеевна Романова)
- 조양동(趙良棟)
- 장용(張勇)
- 왕진보(王進寶)
- 손사극(孫思克)

## 녹정기를 영화화 및 드라마화한 작품 목록

### 영화
- 1992년 녹정기 - 감독 왕정, 정소동

### 드라마
- 2000년 녹정기 2000 - 감독 왕정
- 1984년 녹정기 - 감독 이첨승